# Chrysomyxa weirii
Chrysomyxa weirii är en svampart som beskrevs av H.S. Jacks. 1917. Chrysomyxa weirii ingår i släktet Chrysomyxa och familjen Coleosporiaceae.   Inga underarter finns listade i Catalogue of Life.

## Bildgalleri

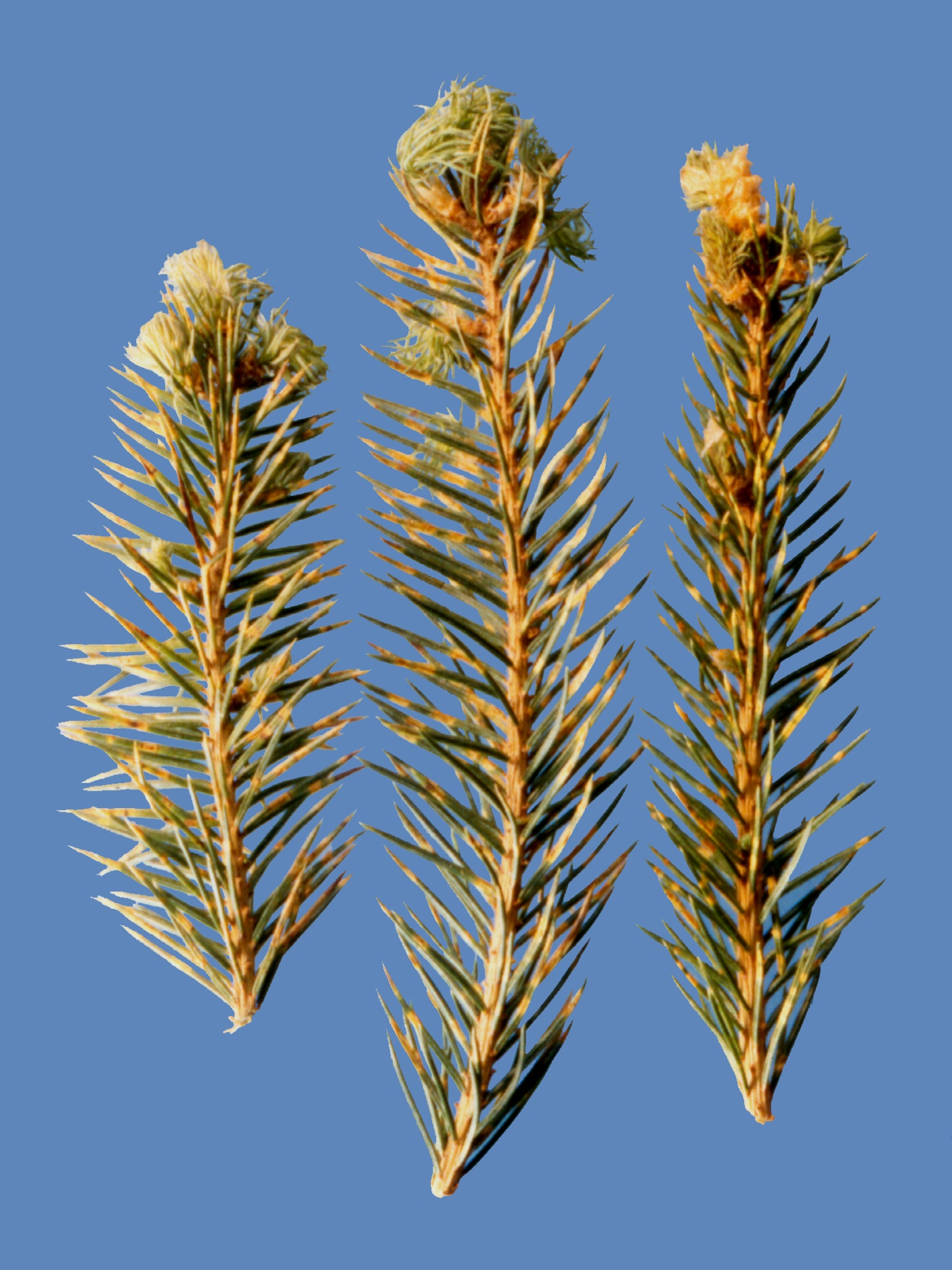
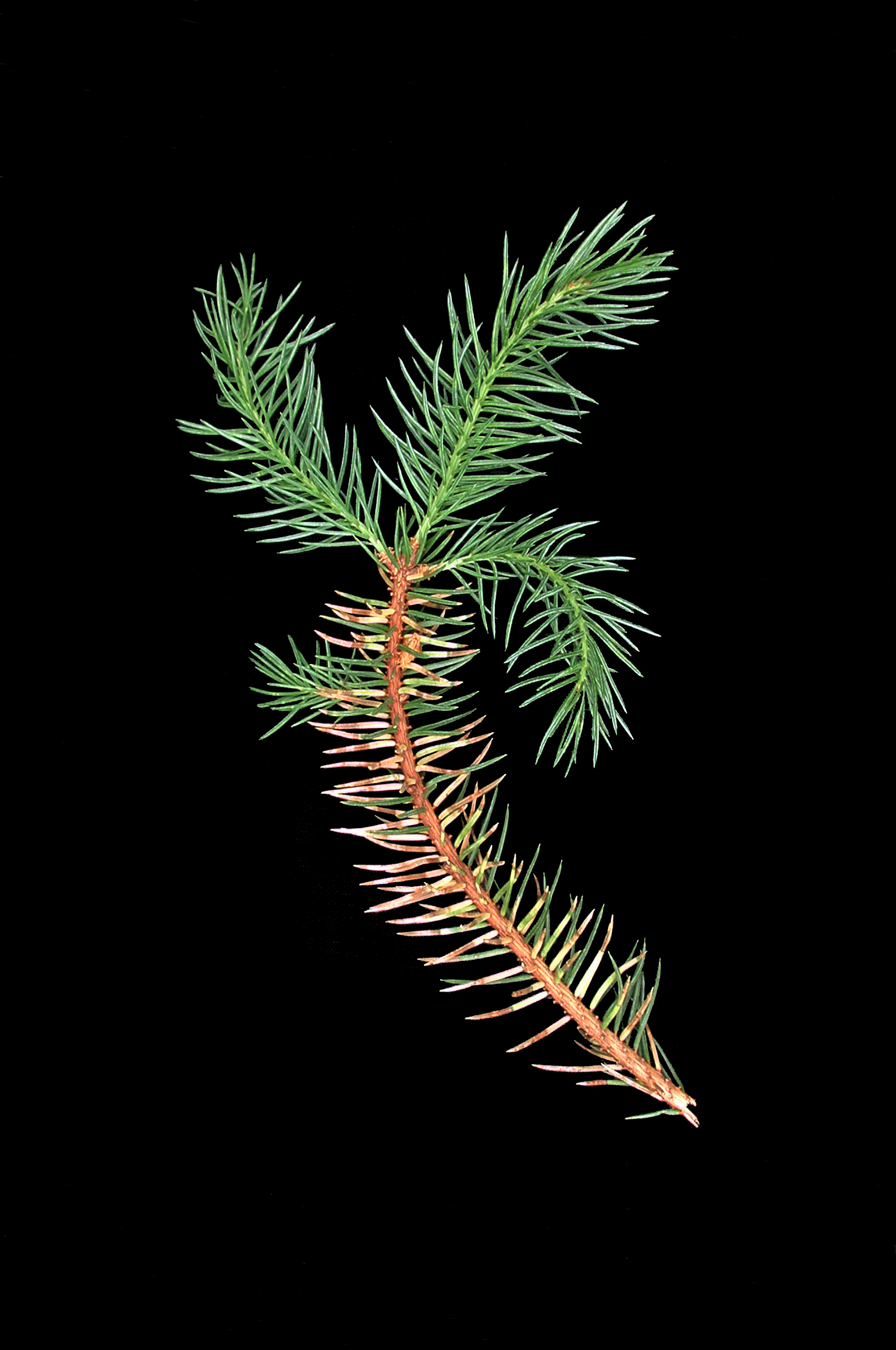